# Fortingall Yew

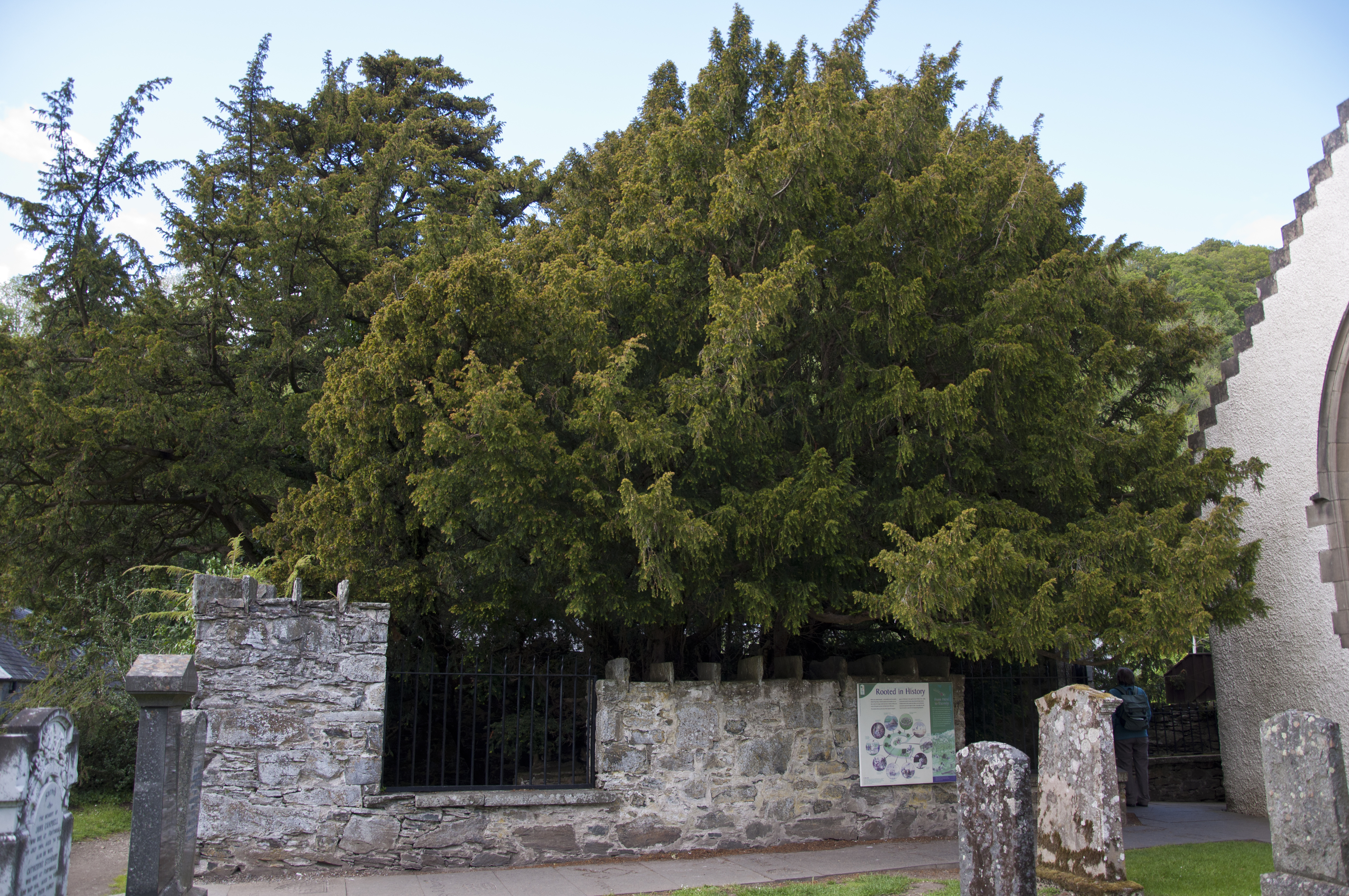
Fortingall Yew v roce 2011

Fortingall Yew je významný tis červený, nacházející se ve vesničce Fortingall ve Skotsku. Jedná se o nejstarší strom ve Spojeném království a současně jeden z nejstarších stromů v Evropě. Stáří stromu je odhadováno na 3 000 až 5 000 let.

## Charakteristika
Strom roste v oploceném areálu u kostelíka ve vesnici Fortingall v oblasti Perthshire ve správní oblasti Perth and Kinross v centrálním Skotsku. Jeho stáří je odhadováno na 3 000 až 5 000 let, přičemž kořenový systém stromu může mít až 9 500 let. V současnosti je zdraví, jakož i samotná existence stromu kriticky ohrožena značným zájmem turistů a jejich nezodpovědným chováním, jako je například ulamování větví, trhání výhonků nebo umisťování cizích předmětů na větve.